# Seznam uměleckých realizací ve veřejném prostoru na Starém Městě (Praha)
Seznam uměleckých realizací na Starém Městě v Praze 1 obsahuje tvorbu výtvarných umělců umístěnou ve veřejném prostoru v katastrálním území Staré Město. Seznam je řazen podle ulic a nemusí být úplný.

## Seznam uměleckých realizací
| Název                                   | Fotografie                                                                                           | Lokace                                                         | Autor                                                          | Rok       | Popis                                                                     | Poznámka                                                                                                   |
| --------------------------------------- | --- | -------------------------------------------------------------- | -------------------------------------------------------------- | --------- | ------------------------------------------------------------------------- | --- |
| Dům syna a Dům matky                    | Kategorie „The House of the Suicide and the House of the Mother of the Suicide“ na Wikimedia Commons | Alšovo nábřeží 50°5′19,88″ s. š., 14°24′50,65″ v. d.           | John Hejduk (1929–2000)                                        | 2016      | nerezová ocel; 2,8x2,8x7,3 m                                              | odhaleno 16. ledna; podle původního návrhu z let 1980-1991                                                 |
| Za pravdu                               | Kategorie „Za pravdu (Betlémská kaple)“ na Wikimedia Commons                                         | Betlémské náměstí 50°5′3,05″ s. š., 14°25′2,43″ v. d.          | Adam Jirkal Jerry Koza Martin Papcún                           | 2015      | instalace využívá princip slunečního svitu k zobrazení nápisu „Za pravdu“ | Betlémská kaple; ČVUT v Praze a Spolek pro připomínku odkazu Mistra Jana Husa; viditelné kolem 6. července |
| Kašna                                   | | Celetná 50°5′14,4″ s. š., 14°25′22,67″ v. d.                   | Jan Bartoš (*1947) ing. Stanislav Hubička Petr Krejčí          | 1988      | kašna, hudčická žula                                                      | roh Celetné a Štupartské                                                                                   |
| Křídlo                                  | Kategorie „Křídlo (Josef Klimeš)“ na Wikimedia Commons                                               | náměstí Curieových 100/1 50°5′32,42″ s. š., 14°25′9,71″ v. d.  | Josef Klimeš (1928–2018)                                       | 1988      | architektonický prvek, nanášený beton                                     | Hotel President                                                                                            |
| Viselec                                 | Kategorie „Viselec (David Černý)“ na Wikimedia Commons                                               | Husova 50°5′2,83″ s. š., 14°25′6″ v. d.                        | David Černý (*1967)                                            | 1997      | socha, 220 cm                                                             | postava Sigmunda Freuda, která visí za jednu ruku ze střechy domu                                          |
| Vítězný únor (†)                        | | Kaprova 50°5′18,54″ s. š., 14°24′58,83″ v. d.                  | Martin Sladký (1920–2015)                                      | 1978      | mozaika, kámen                                                            | Metro A-Staroměstská zakryto obchodem                                                                      |
| Dívka s vlaštovkou                      | Kategorie „Statue Girl with paper plane (Prague, Klementinum)“ na Wikimedia Commons                  | Karlova 50°5′11,19″ s. š., 14°24′57,86″ v. d.                  | Magdaléna Poplawská (*1982)                                    | 2005      | socha                                                                     | Klementinum, atrium                                                                                        |
| Stůl                                    | | Mariánské náměstí 50°5′13,45″ s. š., 14°25′3,43″ v. d.         | Čestmír Suška (*1952)                                          | 2019      | ocel                                                                      | Mariánské náměstí                                                                                          |
| Pítko                                   | | Na příkopě 50°5′6,44″ s. š., 14°25′28,54″ v. d.                | Jiří Kryštůfek (1932–2014)                                     |           | pítko, červený leštěný slivenecký mramor                                  | roh ulic Na Příkopě a Havířská                                                                             |
| Fontána                                 | | Národní 416/37 50°4′59,21″ s. š., 14°25′13,47″ v. d.           | Miloš Zet (1920–1995)                                          | 1986      | fontána                                                                   | Palác Platýz                                                                                               |
| Schoulená                               | Kategorie „Snění (Miloš Zet)“ na Wikimedia Commons                                                   | Národní 416/37 50°4′59,21″ s. š., 14°25′13,47″ v. d.           | Miloš Zet (1920–1995)                                          | 1986      | socha, bronz                                                              | Palác Platýz                                                                                               |
| Fontána se lvy                          | Kategorie „Fountain in front of Karolinum“ na Wikimedia Commons                                      | Ovocný trh 541/3 50°5′10,42″ s. š., 14°25′25,15″ v. d.         | Stanislav Hanzík (1931–2021)                                   | 1975      | fontána; granit, žula                                                     | Karolinum                                                                                                  |
| Jan Hus                                 | | Ovocný trh 541/3 50°5′10,75″ s. š., 14°25′23,44″ v. d.         | Karel Lidický (1900-1976)                                      | 1954      | socha, bronz                                                              | Karolinum                                                                                                  |
| Začarovaný les                          | | Pařížská 43/30 50°5′30,24″ s. š., 14°25′5,83″ v. d.            | Miloslav Hejný (1925–2013)                                     | 1970      | socha, dřevo                                                              | Fairmont Golden Prague foyer                                                                               |
| Strom                                   | Kategorie „Sculpture Tree (Prague, Klementinum)“ na Wikimedia Commons                                | Platnéřská 50°5′11,05″ s. š., 14°24′56,87″ v. d.               | Lukáš Rais (*1975)                                             | 2006      | kov                                                                       | Klementinum; dvůr před vstupem do Národní knihovny                                                         |
| Lekníny                                 | | náměstí Republiky 656/8 50°5′20,48″ s. š., 14°25′39,93″ v. d.  | Arnošt Paderlík (1919–1999)                                    | 1975      | reliéf, keramika                                                          | OD Kotva pasáž                                                                                             |
| Nejsem k sežrání?                       | | Náměstí Republiky 50°5′20,91″ s. š., 14°25′40,63″ v. d.        | Josefína Formanová                                             | 2004      | socha                                                                     | CowParade Praha 2004; OD Kotva                                                                             |
| Modrá                                   | Kategorie „Modrá (Staré Město)“ na Wikimedia Commons                                                 | Řetězová 222/3 50°5′7,43″ s. š., 14°25′1,55″ v. d.             | Gymnázium Voděradská                                           | 2004      | socha                                                                     | CowParade Praha 2004; Dům pánů z Kunštátu                                                                  |
| Křišťálová stěna se státním znakem      | | Staroměstské náměstí 1/4 50°5′13,19″ s. š., 14°25′14,05″ v. d. | Stanislav Libenský (1921–2002) Jaroslava Brychtová (1924–2020) | 1979–1981 | dekorativní stěna, sklo                                                   | Staroměstská radnice obřadní síň                                                                           |
| Křišťálová stěna                        | Kategorie „Křišťálová stěna (Stanislav Libenský, Jaroslava Brychtová)“ na Wikimedia Commons          | Staroměstské náměstí 1/4 50°5′13,19″ s. š., 14°25′14,05″ v. d. | Stanislav Libenský (1921–2002) Jaroslava Brychtová (1924–2020) | 1981–1983 | dekorativní stěna, sklo                                                   | Staroměstská radnice vstupní hala                                                                          |
| Pamětní deska Mezinárodní unie loutkářů | | Žatecká 1 50°5′15,69″ s. š., 14°25′3,79″ v. d.                 | Bohumír Koubek (1931–2018)                                     | 1979      | reliéf/pamětní deska, bronz                                               | Městská knihovna v Praze fasáda do Žatecké ulice                                                           |
| Mariánský sloup                         | Kategorie „Mariánský sloup na Staroměstském náměstí v Praze (nový)“ na Wikimedia Commons             | Staroměstské náměstí 50°5′14,52″ s. š., 14°25′16,75″ v. d.     | Petr Váňa (*1965)                                              | 2020      | socha; pískovec                                                           | odhaleno 15. srpna; replika původního sloupu z roku 1652 (Jan Jiří Bendl), zničeného roku 1918             |
| Pomník mistra Jana Husa                 | Kategorie „Jan Hus Memorial (Old Town Square)“ na Wikimedia Commons                                  | Staroměstské náměstí 50°5′16″ s. š., 14°25′16″ v. d.           | Ladislav Šaloun (1870–1946)                                    | 1915      | bronz, sedlčanská žula, kámen                                             | odhaleno 6. července; kulturní památka                                                                     |